# Liebenwalde
Liebenwalde település Németországban, azon belül Brandenburgban. Lakosainak száma 4500 fő (2023. december 31.). Liebenwalde Wandlitz, Schorfheide, Zehdenick, Löwenberger Land és Oranienburg községekkel határos.

## Népesség
A település népességének változása:
| Lakosok száma | 4649 | 4334 | 4284 | 4296 | 4415 | 4481 | 4500 |
|               | 2009 | 2010 | 2017 | 2019 | 2021 | 2022 | 2023 |